# Mersebourg
Mersebourg (en allemand : Merseburg) est une ville allemande située sur la Saale dans le sud du Land de Saxe-Anhalt. C'est le chef-lieu de l'arrondissement de Saale. La ville remplit des fonctions essentielles en tant qu'un centre moyen au sein de la région métropolitaine d'Allemagne centrale s'étendant entre les grandes villes de Leipzig et Halle.
L'histoire de Mersebourg, l'une des plus anciennes villes de l'Allemagne centrale, remonte aux formules magiques de Mersebourg écrit au IXe ou Xe siècle, à l'époque où la cité était choisie par les souverains Ottoniens pour être un centre de leur pouvoir sur le territoire du duché de Saxe. La ville était le siège de la principauté épiscopale de Mersebourg jusqu'à la Réforme, elle fut la résidence des ducs de Saxe-Mersebourg de 1656 à 1738 et le centre administratif du district de Mersebourg dans la province de Saxe de 1515 à 1944.

## Géographie

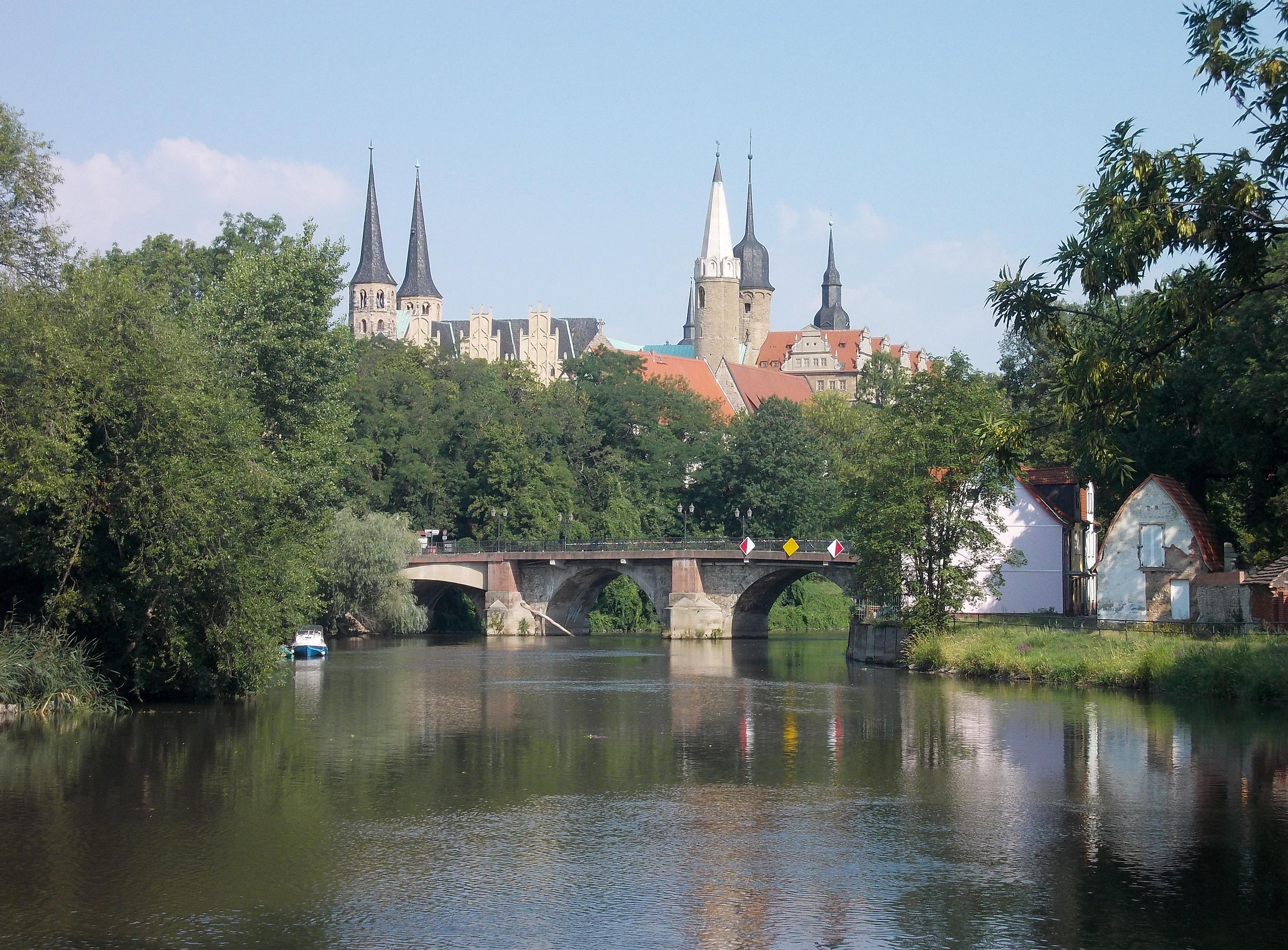
Vue du château et de la cathédrale de Mersebourg au bord de la Saale.

Le centre-ville se trouve au bord oriental d'un plateau sur la rive gauche de la Saale. En continuant vers le nord, s'étend un vaste paysage alluvial autour de l'embouchure de l'Elster Blanche.
La ville est traversée par la Bundesstraße 181, qui va du sud de Mersebourg à Leipzig.

## Histoire
| Appartenances historiques Duché de Saxe 804–968 Principauté épiscopale de Mersebourg 968-1565 Électorat de Saxe 1565–1656 Duché de Saxe-Mersebourg 1656–1738 Électorat de Saxe 1738–1806 Royaume de Saxe 1806–1815 Royaume de Prusse (Province de Saxe) 1815–1871 Empire allemand 1871–1918 République de Weimar 1918–1933 Reich allemand 1933–1945 Allemagne occupée 1945–1949 Allemagne de l'Est 1949–1990 Allemagne 1990–présent. |

Des découvertes archéologiques suggèrent que la région de Mersebourg était habitée à partir du Néolithique. Il y a des traces des établissements humains de la culture rubanée et de la culture de la céramique cordée, de l'âge du bronze, de la culture de Hallstatt, ainsi que de nombreuses pièces datant de l'époque romaine et des grandes invasions. 
Au IXe siècle, le cours de l'Elbe et de la Saale détermine la frontière linguistique entre le duché germanique de la Saxe et les territoires des Slaves occidentaux (« Wendes ») à l'est de la Francie orientale. La cité de mersiburc fut mentionnée pour la première fois dans le registre foncier de l'abbaye de Hersfeld entre 881 et 899. En 906, le duc Henri Ier de Saxe s'était marié à Hateburge, fille du comte Erwin de Mersebourg. Élu roi de Germanie en 919, il fit construire une résidence royale sur la rive de la Saale qui est devenue un point de départ de la lutte contre les Magyars et de la colonisation germanique de l'Europe orientale. 
L'évêché de Mersebourg est fondé en 968 selon le vœu du roi Otton Ier, fils d'Henri Ier, après la victoire sur les Magyars à la bataille du Lechfeld en 955. Restauré par le roi Henri II en 1004, c'est aussi une ecclésiastique et un État (Hochstift) du Saint-Empire. Le chroniqueur Thietmar de Merseburg (Dietmar) (975-1018) en fut l'évêque s'opposant au royaume de Pologne. La cathédrale de Mersebourg fut consacrée en 1021 en présence de l'empereur Henri II, futur saint Henri. Giselrus fut le premier évêque de la chrétienté à obtenir un évêché en commende, celui de Magdebourg, du fait d'Otton III.
En 1428 Mersebourg rejoint la Ligue hanséatique. La ville en reste un membre au moins jusqu'à 1604.
L'évêché est sécularisé en 1565 et devient une partie de l'électorat de Saxe. En 1656 le duché de Saxe-Mersebourg est fondé par le troisième fils du prince-électeur Jean-Georges Ier de Saxe et la ville en est la capitale. Il existait jusqu'à 1738 quand il est réintégré à la Saxe électorale. 
Après le congrès de Vienne, Mersebourg devient la capitale du district du même nom dans la province prussienne de Saxe, et en 1846, la ville obtient une gare sur la ligne le chemin de fer entre Halle (Saale) et Naumburg.
Un camp important de prisonniers y est ouvert le 25 septembre 1914 au début de la Première Guerre mondiale. Il reçoit la visite de délégués espagnols le 15 mars 1916, le 9 mai 1916 (à cette date, il y avait 5 559 prisonniers à l'intérieur du camp, dont 3 139 français, et 18 115 prisonniers répartis dans des détachements de travail, dont 9 433 français), une autre visite le 18 septembre 1916, poursuivie, les 21 et 22 septembre, de la visite des ateliers et des détachements, puis une autre visite, le 19 février 1917. Il y a à cette date 26 922 prisonniers au total, dont 21 189 répartis dans des détachements de travail. Les Français sont 10 554 militaires et 88 civils dans les détachements, et 3 026 militaires et 48 civils à l'intérieur du camp. Le travail dans les détachements est très varié : mines, agriculture, marais, etc.
La Technische Hochschule Leuna-Merseburg est fondée en 1954. Elle est fermée 1993, mais en 1992 la Fachhochschule Merseburg est fondée sur le campus.

## Jumelage
Mersebourg est une ville jumelée avec :
- Châtillon (Hauts-de-Seine) en France (depuis le 1er août 1963)
- Genzano di Roma en Italie (depuis le 16 janvier 1971)
- Bottrop en Rhénanie-du-Nord-Westphalie (depuis le 10 mars 1989)

## Monuments
- Cathédrale Saint-Jean-et-Saint-Laurent
- Château de Mersebourg (de)
- Abbaye Saint-Pierre

## Personnalités liées à la commune
- Christian Friedrich Garmann (1640-1708), médecin allemand, né à Mersebourg.
- Wilhelm Stieber (1818-1882), espion allemand, né à Mersebourg.
- Marie Ahlers (1898-1968), députée du Reichstag de la circonscription de Mersebourg pour le Parti communiste d'Allemagne.
- Klaus Tennstedt (1926-1998), chef d'orchestre allemand, né à Mersebourg.
- Martina Jäschke (1960-), championne olympique allemande de plongeon, née à Mersebourg.
- Jawed Karim (1979-), informaticien germano américain, un des fondateurs de YouTube, né à Mersebourg.

## Formules magiques de Mersebourg
C'est dans cette ville que furent redécouverts deux manuscrits essentiels pour la langue et la culture médiévales allemandes.